# Gentiana axilliflora
Gentiana axilliflora là một loài thực vật có hoa trong họ Long đởm. Loài này được Levl. & Vaniot mô tả khoa học đầu tiên.